# Марк Янко
Марк Я́нко (нім. Marc Janko; нар. 25 червня 1983, Відень) — австрійський футболіст, нападник швейцарського «Лугано».

## Клубна кар'єра
У дорослому футболі дебютував 2003 року виступами за команду «Адміра-Ваккер», в якій провів три сезони, взявши участь у 13 матчах чемпіонату.
Своєю грою за цю команду привернув увагу представників тренерського штабу «Ред Булла», до складу якого приєднався влітку 2005 року. Відіграв за команду із Зальцбурга наступні п'ять сезонів своєї ігрової кар'єри. Більшість часу, проведеного у складі «Ред Булла», був основним гравцем атакувальної ланки команди. У складі «Ред Булла» був одним з головних бомбардирів команди, маючи середню результативність на рівні 0,69 голу за гру першості. За цей час тричі виборював титул чемпіона Австрії.
21 червня 2010 року уклав чотирирічний контракт з «Твенте», який заплатив за австрійського футболіста близько 7 млн євро. У складі «червоних» Марк провів наступні два роки своєї кар'єри гравця. Граючи у складі «Твенте» також здебільшого виходив на поле в основному складі команди. В новому клубі був серед найкращих голеодорів, відзначаючись забитим голом в середньому щонайменше у кожній другій грі чемпіонату. За цей час став володарем Кубка та Суперкубка Нідерландів.
До складу клубу «Порту» приєднався 31 січня 2012 року за 3 млн євро, підписавши трирічний контракт. Відіграв за клуб з Порту лише 10 матчів в національному чемпіонаті, після чого влітку того ж 2012 року за 2,4 млн євро перейшов до турецького «Трабзонспора».
31 липня 2014 року уклав однорічний контракт з австралійським «Сіднеєм», після завершення якого на правах вільного агента перейшов до  швейцарського «Базеля».
У 2017 провів п'ять матчів у складі празької «Спарта».
З 2018 захищає кольори швейцарського «Лугано».

## Виступи за збірні
2001 року провів одну гру в складі юнацької збірної Австрії.
2005 року залучався до складу молодіжної збірної Австрії. На молодіжному рівні зіграв у 3 офіційних матчах, забив 2 голи.
23 травня 2006 року дебютував в офіційних матчах у складі національної збірної Австрії в товариській грі проти збірної Хорватії.
У 2008 році Марк потрапив в попередній склад футболістів збірної на Євро-2008, але незадовго до турніру був виключений зі списку тренером Йозефом Гікерсбергером. Після чемпіонату Європи Янко знову повернувся в збірну, вже під керівництвом Карла Брюкнера.
Наразі провів у формі головної команди країни 67 матчів, забивши 27 голів.

## Статистика виступів

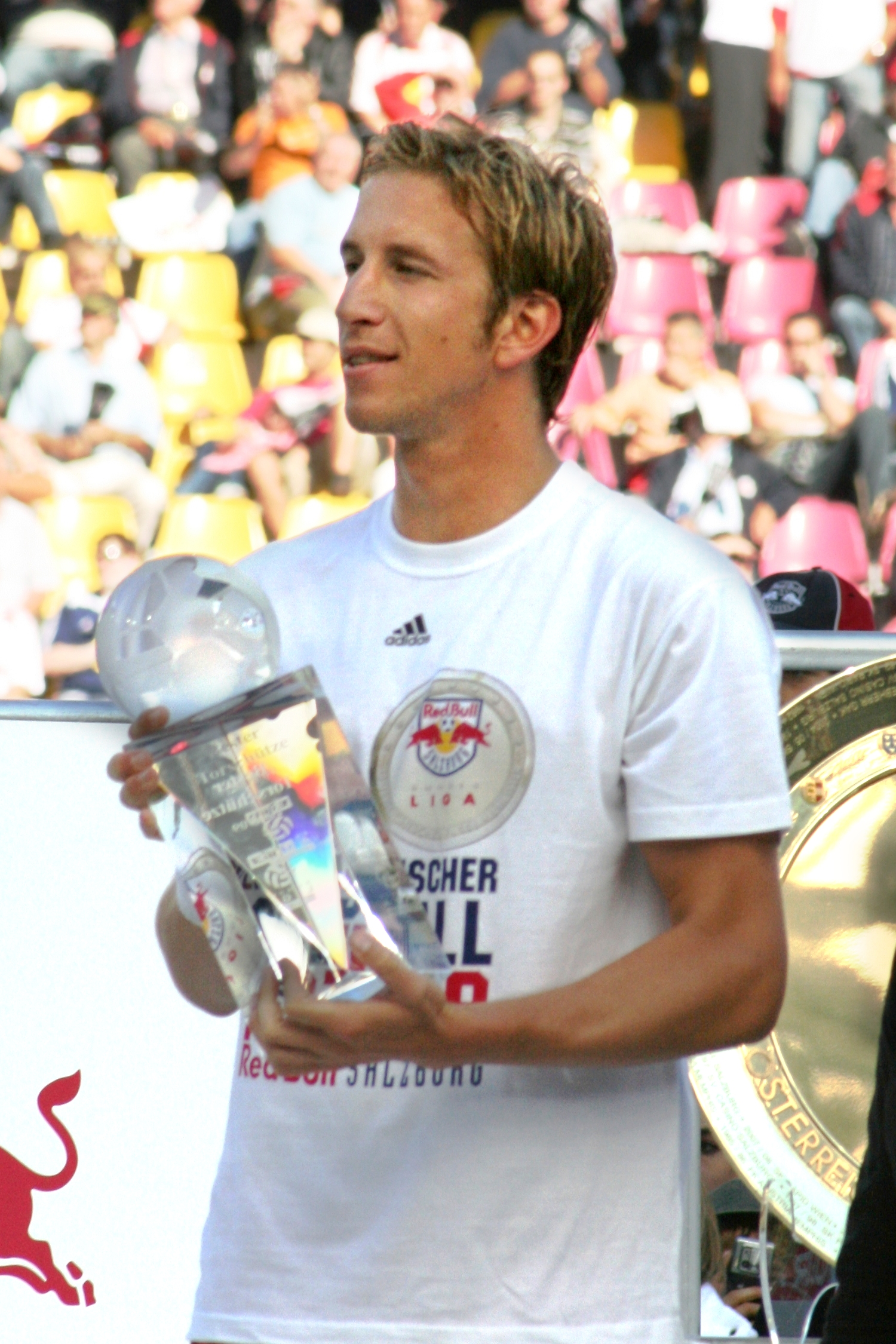
Марк Янко з нагородою найкращому бомбардиру чемпіонату Австрії. 31 травня 2009 року

### Статистика клубних виступів
Статистика станом на 21 квітня 2012 року
| Сезон                     | Команда                   | Чемпіонат                 | Чемпіонат | Чемпіонат | Національний кубок | Національний кубок | Національний кубок | Континентальні кубки | Континентальні кубки | Континентальні кубки | Інші змагання | Інші змагання | Інші змагання | Усього | Усього |
| Сезон                     | Команда                   | Ліга                      | Ігор      | Голів     | Ліга               | Ігор               | Голів              | Com                  | Ігор                 | Голів                | Ліга          | Ігор          | Голів         | Ігор   | Голів  |
| ------------------------- | ------------------------- | ------------------------- | --------- | --------- | ------------------ | ------------------ | ------------------ | -------------------- | -------------------- | -------------------- | ------------- | ------------- | ------------- | ------ | ------ |
| 2002-03                   | «Адміра-Ваккер»           | Б                         | —         | —         | —                  | —                  | —                  | —                    | —                    | —                    | —             | —             | —             | —      | -      |
| 2003-04                   | «Адміра-Ваккер»           | Б                         | —         | —         | —                  | —                  | —                  | —                    | —                    | —                    | —             | —             | —             | —      | -      |
| 2004-05                   | «Адміра-Ваккер»           | Б                         | 13        | 2         | —                  | —                  | —                  | —                    | —                    | —                    | —             | —             | —             | 13     | 2      |
| Усього за «Адміру-Ваккер» | Усього за «Адміру-Ваккер» | Усього за «Адміру-Ваккер» | 13        | 2         |                    |                    |                    |                      |                      |                      |               |               |               | 13     | 2      |
| 2005-06                   | «Ред Булл»                | Б                         | 18        | 11        | —                  | —                  | —                  | —                    | —                    | —                    | —             | —             | —             | 18     | 11     |
| 2006-07                   | «Ред Булл»                | Б                         | 8         | 2         | —                  | —                  | —                  | —                    | —                    | —                    | —             | —             | —             | 8      | 2      |
| 2007-08                   | «Ред Булл»                | Б                         | 14        | 5         | —                  | —                  | —                  | —                    | —                    | —                    | —             | —             | —             | 14     | 5      |
| 2008-09                   | «Ред Булл»                | Б                         | 34        | 39        | —                  | —                  | —                  | КУЄФА                | 2                    | 2                    | —             | —             | —             | 36     | 41     |
| 2009-10                   | «Ред Булл»                | Б                         | 34        | 18        | —                  | —                  | —                  | ЛЄ                   | 4                    | 2                    | —             | —             | —             | 38     | 20     |
| Усього за «Ред Булл»      | Усього за «Ред Булл»      | Усього за «Ред Булл»      | 108       | 75        |                    |                    |                    |                      | 6                    | 4                    |               |               |               | 114    | 79     |
| 2010-11                   | «Твенте»                  | E                         | 29        | 14        | КН                 | 2                  | 2                  | ЛЧ+ЛЄ                | 6+3                  | 0+1                  | —             | —             | —             | 40     | 17     |
| 2011-12                   | «Твенте»                  | E                         | 16        | 10        | КН                 | 1                  | 1                  | ЛЧ+ЛЄ                | 2+5                  | 0+3                  | —             | —             | —             | 24     | 14     |
| Усього за «Твенте»        | Усього за «Твенте»        | Усього за «Твенте»        | 45        | 24        |                    | 3                  | 3                  |                      | 16                   | 4                    |               |               |               | 64     | 31     |
| 2011-12                   | «Порту»                   | ПЛ                        | 9         | 4         | КП                 | 2                  | 1                  | ЛЄ                   | 0                    | 0                    | —             | —             | —             | 11     | 5      |
| Усього за кар'єру         | Усього за кар'єру         | Усього за кар'єру         | 172       | 103       |                    | 3                  | 3                  |                      | 22                   | 8                    |               |               |               | 197    | 121    |

## Титули і досягнення

### Командні
- Чемпіон Австрії (3):

«Ред Булл»: 2006-07, 2008-09, 2009-10
- Чемпіон Португалії (1):

«Порту»: 2010-11
- Чемпіон Швейцарії (1):

«Базель»: 2015-16
- Володар Кубка Нідерландів (1):

«Твенте»: 2010-11
- Володар Суперкубка Нідерландів (2):

«Твенте»: 2010, 2011
- Володар Суперкубка Португалії (1):

«Порту»: 2012
- Володар Кубка Швейцарії (1):

«Базель: 2016-17

### Особисті
- Найкращий бомбардир чемпіонату Австрії: 2009 (39 голів)
- Футболіст року в Австрії: 2008